# Diseño de producto
El 'diseño de producto' es el proceso de crear nuevos productos y servicios para ser vendidos por una empresa.
Es un concepto muy amplio, en dónde la idea se centra esencialmente la generación y desarrollo de ideas de manera eficiente y eficaz a través de una serie de procesos, para finalmente crear un producto funcional y/o innovador, enfocado en solucionar una problemática específica
.
Al encontrar un problema y/o una necesidad, las ideas de un nuevo producto se conceptualizan y evalúan, con el objetivo de convertir dicho concepto en productos o servicios. El rol principal en el diseño de productos es, estudiar minuciosamente el estado del arte y evaluar los procesos productivos, con el propósito de crear nuevos productos para su uso en la problemática enfocada. En parte del proceso creativo, la función del proyectista se ve facilitada por herramientas digitales que permiten comunicar, visualizar, analizar y crear ideas. Esto en contraposición con antiguos procesos productivos, los cuales requerían de una mayor mano de obra y tiempos prolongados. 
El diseño de producto se relaciona con diversas áreas profesionales, en especial con el diseño industrial, pero no se le debe confundir. El Diseño Industrial está enfocado a con convertir procesos funcionales de una necesidad en productos tangibles con formas, funciones y factores ergonómicos asociados al usuario, para la su producción en masa.
El diseño de producto puede ser considerado una rama del Diseño Industrial que se dedica a la producción en masa para empresas industriales y/o corporaciones. 
Otros aspectos del diseño de producto incluyen diseño estético.
El desarrollo de productos es una tarea crucial y estratégica para todas las organizaciones. Esto se debe a que cada producto tiene un ciclo de vida. Si una empresa no sustituye los productos que llegan a su etapa de retiro con nuevos lanzamientos, dejará de ser rentable y perderá su propósito fundamental.
Una empresa puede integrar la mezcla de productos en alguna de las cinco formas descritas a continuación
1. Desarrollo interno de productos: Se refiere a la creación de productos utilizando los recursos internos de la empresa, con empleados de la misma organización encargados del proceso.
2. Desarrollo externo de productos: Implica subcontratar el desarrollo de productos a terceros, como centros de investigación tecnológica, universidades o despachos especializados en outsourcing. Un ejemplo histórico es el negocio de Thomas Alva Edison, quien vendía ingenio, conocimiento y creatividad.
3. Desarrollo combinado de productos: Aquí se utilizan tanto los recursos internos de la empresa como los de organizaciones subcontratadas.
4. Compras de patentes de nuevos productos: Adquisición de derechos de propiedad intelectual de productos desarrollados por otras organizaciones.
5. Actualización de productos en declive: Se refiere a mejorar o modificar productos existentes que están en su etapa de declive, ya sea utilizando recursos internos o subcontratando a terceros.

## Proceso del diseño de producto
Existen varios procesos para desarrollar un producto y un ejemplo, es el proceso que describen los autores Don Koberg y Jim Bagnell con "las siete etapas universales de la resolución creativa de problemas" (The Seven Universal Stages of Creative Problem-Solving). Este proceso permite a los profesionales crear productos a partir de sus propias ideas.
El proceso se enfoca en descubrir que es lo que se necesita, desarrollando lluvia de ideas, creando prototipos y generando el producto (si sus materiales propuestos se pueden adecuar al proceso de producción). Sin embargo, ese no es el final del proceso. Hasta ese punto, los diseñadores de producto aún necesitan poner en práctica la idea, haciendo el producto, evaluar su éxito y comprobar si no es necesario hacer algunas mejoras.
El proceso de diseño de producto ha experimentado varias etapas de evolución a lo largo de estos últimos años con la adopción de la impresión 3D. Tomando en cuenta que esta es una carrera nueva, no tiene más de 10 años, pero gracias a la variación con el diseño industrial (con más de 35 años en México), se usan objetos en común con diferentes metas. Es importante destacar que deben tener contacto constante con los diseñadores industriales a la hora de querer comercializar, ya que se requiere un amplio conocimiento de materiales, procesos de producción y sobre todo costos. Existen impresoras 3D pueden diseñar productos dimensionales e imprimirlos en 3D con un plástico poco funcional pero muy bien visto para protomaquetas. También existe la inyección de plástico, para esto se debe conocer los tipos de platicos, variaciones, limitantes, moldes y si se acopla al diseño propuesto por el diseñador de producto.
El proceso de diseño sigue una serie de pautas involucrando tres principales secciones:
- Análisis
- Conceptualización
- Síntesis

Las últimas dos secciones son revisadas muchas veces, dependiendo de cuantas veces el diseño debe ser revisado para ser mejorado. Esto es un proceso repetitivo, donde la retroalimentación es el principal componente.

## Tendencias en el diseño general
Los diseñadores de productos deben tener en cuenta todos los detalles: la forma en que las personas utilizan los objetos, productos defectuosos, los errores cometidos en el proceso de diseño y las formas en que las personas desean utilizar los objetos. Muchos nuevos diseños fallarán y muchos ni siquiera llegaran al mercado. Algunos diseños, eventualmente, serán obsoletos. El proceso de diseño puede ser frustrante, usualmente teniendo cinco o seis intentos para que el diseño quede de la mejor manera posible. Un producto que falló en el mercado la primera vez, puede volver a ser introducido dos veces más. Si continua fallando, el producto es considerado muerto, debido a que el mercado cree que es un fracaso. La mayoría de los nuevos productos fallan, aunque sea una gran idea.
Todos los tipos de diseño de productos están claramente vinculados a la salud económica de los sectores manufactureros. La innovación proporciona gran parte del impulso competitivo para el desarrollo de nuevos productos, con la nueva tecnología a menudo requieren una nueva interpretación del diseño. Sólo se necesita un fabricante para crear un nuevo paradigma de productos para forzar al resto de la industria ponerse al día - alimentando aún más la innovación. Los productos son diseñados para beneficiar a las personas de todas las edades y capacidades, sin excluir a cualquier grupo, mediante la extensión de la independencia y el apoyo a las cambiantes necesidades físicas y sensoriales que todos encontramos a medida que envejecemos.